# アルケニルグリセロホスホコリンヒドロラーゼ
アルケニルグリセロホスホコリンヒドロラーゼ(Alkenylglycerophosphocholine hydrolase、EC 3.3.2.2)は、以下の化学反応を触媒する酵素である。
1-(1-アルケニル)-sn-グリセロ-3-ホスホコリン + 水{\displaystyle \rightleftharpoons }アルデヒド + sn-グリセロ-3-ホスホコリン
従って、この酵素の2つの基質は1-(1-アルケニル)-sn-グリセロ-3-ホスホコリンと水、2つの生成物はアルデヒドとsn-グリセロ-3-ホスホコリンである。
この酵素は加水分解酵素、特にエーテル結合を加水分解するエーテルヒドロラーゼである。系統名は、1-(1-アルケニル)-sn-グリセロ-3-ホスホコリン アルデヒドヒドロラーゼである。lysoplasmalogenase等とも呼ばれる。この酵素はアルキルグリセロールの代謝に関与している。